# University Gardens
University Gardens és una concentració de població designada pel cens dels Estats Units a l'estat de Nova York. Segons el cens del 2000 tenia 4.138 habitants.

## Demografia
Segons el cens del 2000, University Gardens tenia 4.138 habitants, 1.660 habitatges, i 1.160 famílies. La densitat de població era de 2.708 habitants per km².
Dels 1.660 habitatges en un 31,2% hi vivien nens de menys de 18 anys, en un 58,6% hi vivien parelles casades, en un 8,8% dones solteres, i en un 30,1% no eren unitats familiars. En el 27,3% dels habitatges hi vivien persones soles el 9% de les quals corresponia a persones de 65 anys o més que vivien soles. El nombre mitjà de persones vivint en cada habitatge era de 2,49 i el nombre mitjà de persones que vivien en cada família era de 3,06.
Per edats la població es repartia de la següent manera: un 22,7% tenia menys de 18 anys, un 5,3% entre 18 i 24, un 28,3% entre 25 i 44, un 28,3% de 45 a 60 i un 15,3% 65 anys o més.
L'edat mediana era de 42 anys. Per cada 100 dones de 18 o més anys hi havia 86,6 homes.
La renda mediana per habitatge era de 74.637 $ i la renda mediana per família de 90.511 $. Els homes tenien una renda mediana de 61.207 $ mentre que les dones 42.308 $. La renda per capita de la població era de 40.643 $. Entorn del 2,5% de les famílies i el 2,4% de la població estaven per davall del llindar de pobresa.